# Mito Kaidō
Le Mito Kaidō (水戸街道) est un ancien kaidō du Japon et une route secondaire aux cinq routes. Elle fut construite pour relier Edo avec Mito dans la préfecture contemporaine d'Irabaki. Les voyageurs d'Edo l'appelaient Mito Kaidō, mais les voyageurs de Mito l'appelaient Edo Kaidō. Le trajet du Mito kaidō est suivi par la Route Nationale 6.

## Stations du Mito kaidō

### Tokyo

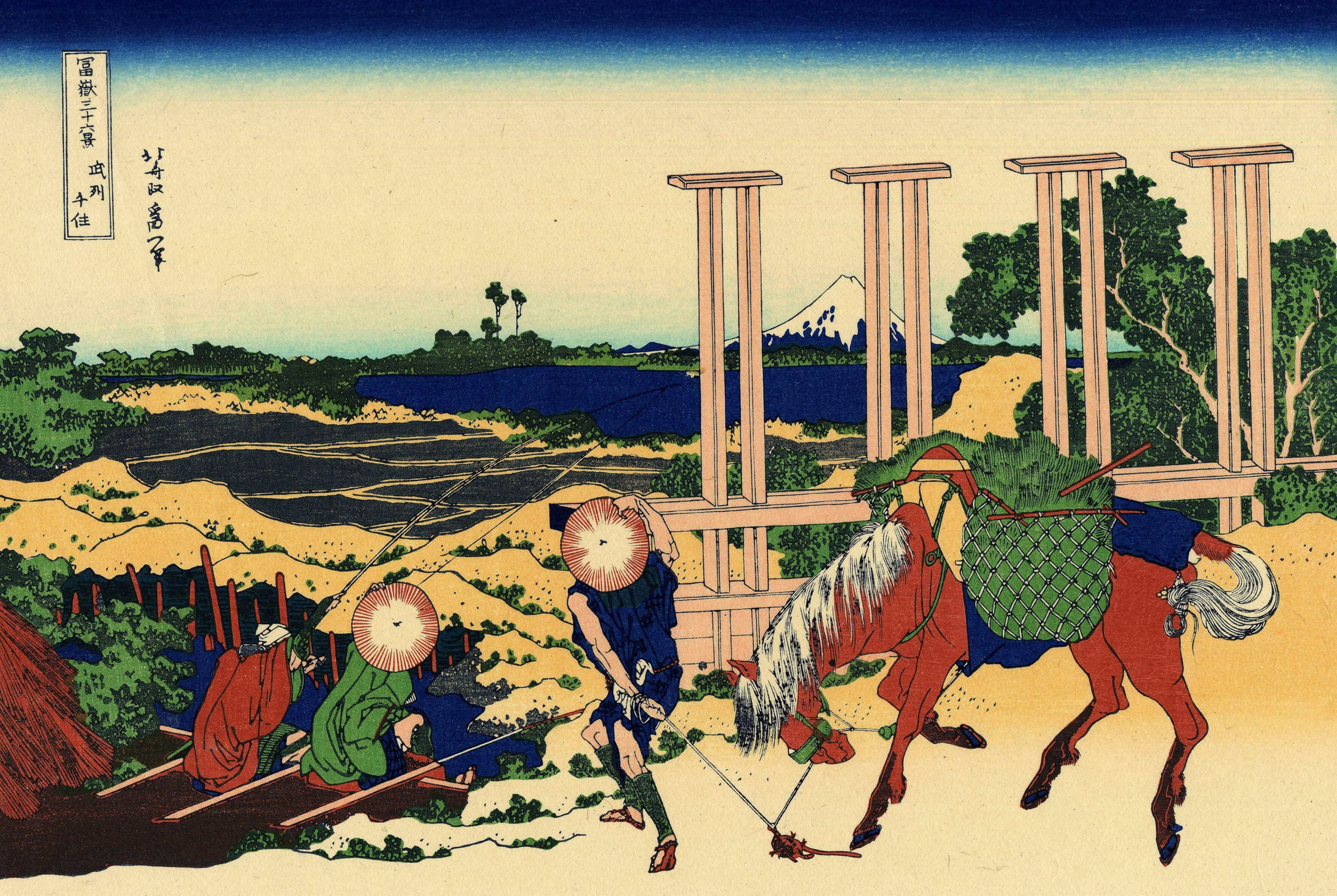
Senju-shuku au début du XIXe siècle sur une estampe ukiyo-e de Hokusai.

1. Senju-shuku (千住宿) (Adachi) (en commune avec le Nikkō Kaidō)
2. Ara-shuku (新宿) (Katsushika)

### Préfecture de Chiba
3. Matsudo-shuku (松戸宿) (Matsudo)
4. Kogane-shuku (小金宿) (Matsudo)
5. Abiko-shuku (我孫子宿) (Abiko)

### Préfecture d'Ibaraki
6. Toride-shuku (取手宿) (Toride)
7. Fujishiro-shuku (藤代宿) (Toride)
8. Wakashiba-shuku (若柴宿) (Ryūgasaki)
9. Ushiku-shuku (牛久宿) (Ushiku)
10. Arakawaoki-shuku (荒川沖宿) (Tsuchiura)
11. Nakamura-shuku (中村宿) (Tsuchiura)
12. Tsuchiura-shuku (土浦宿) (Tsuchiura)
13. Nakanuki-shuku (中貫宿) (Tsuchiura)
14. Inayoshi-shuku (稲吉宿) (Kasumigaura)
15. Fuchū-shuku (府中宿) (Ishioka)
16. Takehara-shuku (竹原宿) (Omitama)
17. Katakura-shuku (片倉宿) (Omitama)
18. Obata-shuku (小幡宿) (Ibaraki, District de Higashiibaraki)
19. Nagaoka-shuku (長岡宿) (Ibaraki, District de Higashiibaraki)
20. Mito-shuku (水戸宿) (Mito)